# Ocotea ekmanii
Ocotea ekmanii är en lagerväxtart som beskrevs av Oswald Schmidt. Ocotea ekmanii ingår i släktet Ocotea och familjen lagerväxter. Inga underarter finns listade i Catalogue of Life.